# Peugeot Type 6
Peugeot Type 6 был последним автомобилем Peugeot, который перенес устаревший 2-сильный 565 см³ V-twin из самых ранних моделей Peugeot. Он был больше, чем Type 5, и предлагался только в 1894 году. Было построено и продано всего 7 единиц, одна из которых сохранилась в музее Лоувмана в Нидерландах.